# Pieńkowo
Pieńkowo (deutsch Pennekow) ist ein Dorf in der Woiwodschaft Westpommern in Polen. Es gehört zur Gmina Postomino (Gemeinde Pustamin) im Powiat Sławieński (Schlawer Kreis).

## Geographische Lage
Das Dorf liegt in Hinterpommern, nordöstlich der Stadt Rügenwalde (20 km) und südwestlich der Ostsee-Hafenstadt Stolpmünde (15 km). Das  2,5 Kilometer lange Straßendorf  hat eine Höhenlage von 20 Metern über dem Meeresspiegel in einer flachwelligen Landschaft, deren höchste Erhebung südlich des Dorfes 35 Meter misst. Nachbargemeinden sind Chudaczewo (Alt Kuddezow) im Westen, Królewko (Krolow) und Marszewo (Marsow) im Norden, Postomino (Pustamin) und Tyń (Thyn) im Osten sowie Wilkowice (Wilhelmine) und Chudaczewko (Neu Kuddezow) im Süden.

## Geschichte

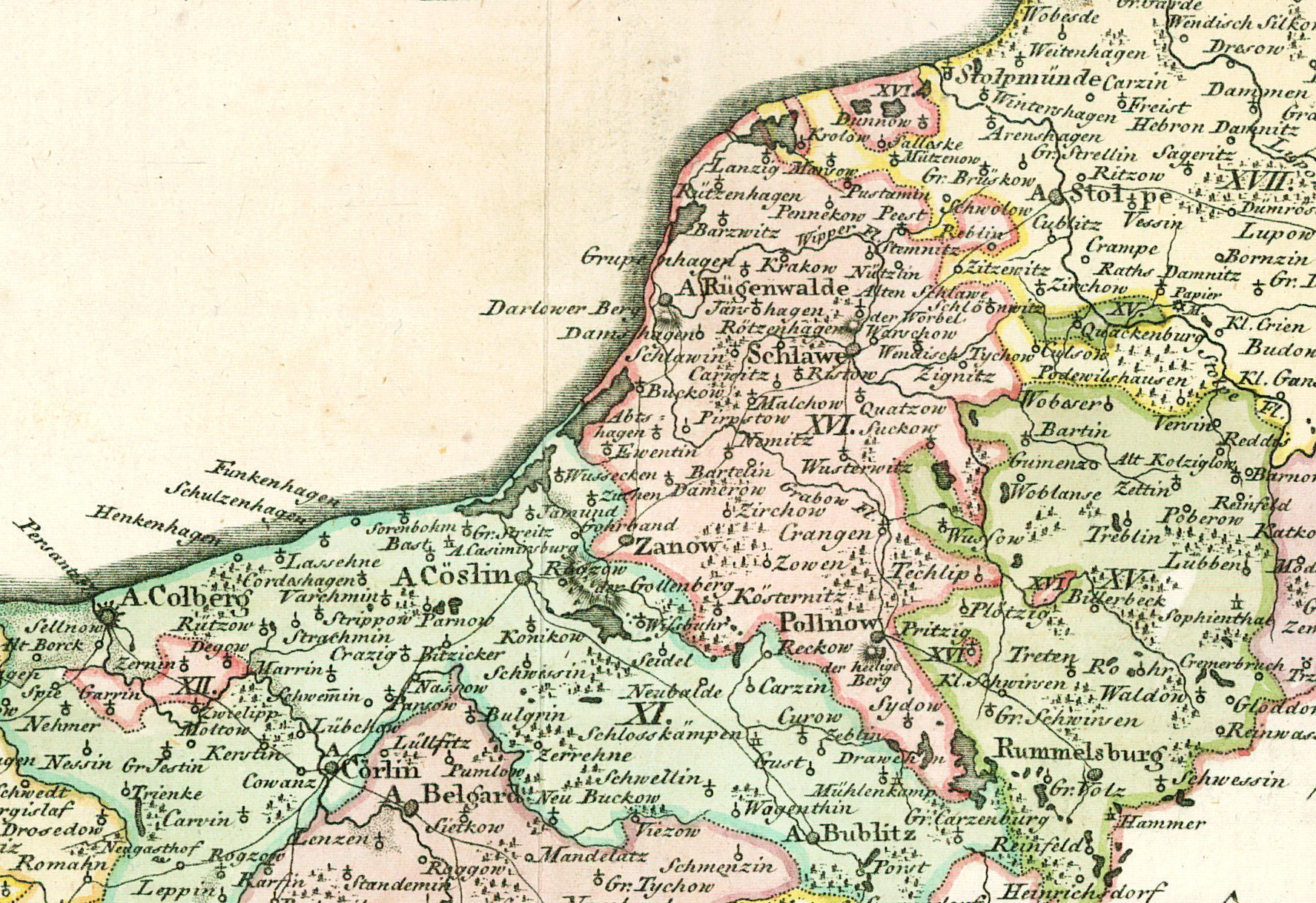
Pennekow, südwestlich der Ostsee-Hafenstadt Stolpmünde und nordöstlich von Rügenwalde, auf einer Landkarte von 1793

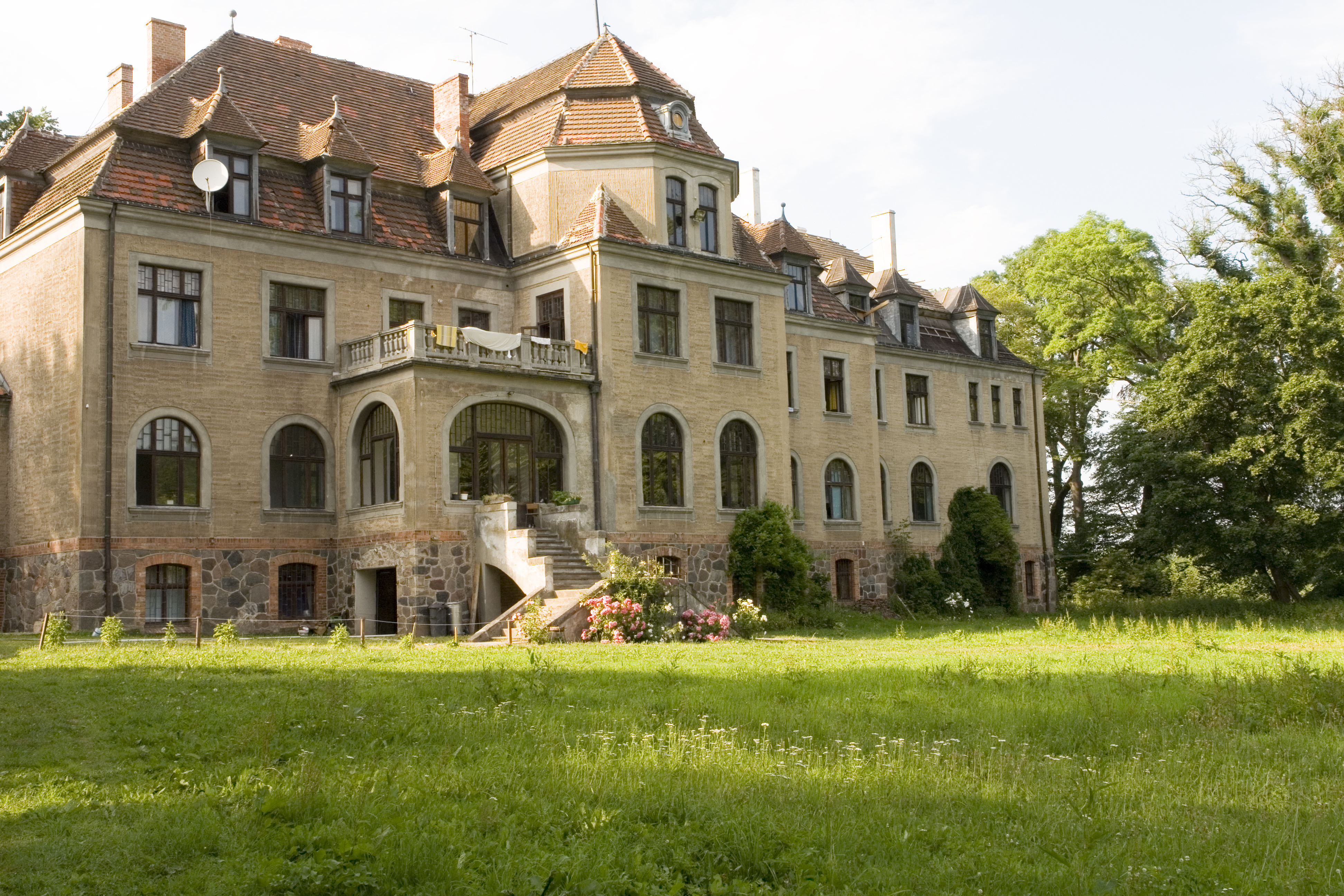
Ehemaliges Gutshaus (Aufnahme 2007)

Der Ortsname taucht das erste Mal in einem Sühnebrief auf, den 1409 ein „Jungke Hennynk Below zu Pennekow“ unterschreibt. Bereits damals war demnach die Familie von Below hier ansässig. Sie wird es bis 1945 bleiben.
Im Jahre 1452 vermachte der hier ebenfalls ansässige Ritter Heinrich Sanitz seine Hälfte des Dorfes an das Kartäuserkloster Marienkron mit der Verpflichtung, seiner Witwe 600 Mark zu zahlen. Der Sanitzsche Anteil ging nach der Reformation an die Familie von Below über.
Im Jahre 1784 hatte Pennekow zwei Vorwerke, 11 Bauern, 6 Kossäten, 1 Schulmeister, 1 Schmiede und insgesamt 36 Feuerstellen und war somit eines der größten Dörfer in der Gegend. Zum Gut Pennekow gehörte damals eine Fläche von 818 Hektar, davon 529 Hektar Acker und 220 Hektar Wald. Nach der Bauernbefreiung hatte sich der Gutsbetrieb nach Seehof, einer Ortschaft am Ostrand des Dorfes, verlagert.
Im Jahre 1818 lebten in Pennekow 336 Einwohner, 1885 waren es 724, und im Jahre 1939 betrug die Zahl 701. Bis 1945 gehörten zur Gemeinde Pennekow die Ortschaften Groß Waldhof (heute polnisch: Mszane), Heinrichsfelde (Budisław), Klein Waldhof (Mszanka), Neu- bzw. Klein Pennekow (Pieńkówko), Rabenburg (Rogacz) und Seehof (Stawiska).
Die Gemeinde lag bis 1945 im Landkreis Schlawe i. Pom. des Regierungsbezirkes Köslin der preußischen Provinz Pommern.
Am 8. März 1945 besetzte sie Rote Armee auf ihrem Vormarsch nach Słupsk (Stolp) und Stolpmünde den Ort. Die einheimische Bevölkerung wurde am 8. Dezember 1945 vertrieben. 1947 wurde der Ort von der sowjetischen Besatzungsmacht gemäß dem Potsdamer Abkommen  der Volksrepublik Polen zur Verwaltung unterstellt. Die kommunistische  polnische Verwaltungsbehörde  führte für Pennekow die polnische Ortsbezeichnung „Pieńkowo“ ein. Der Ort ist Teil der Gmina Postomino (Pustamin) und gehörte zwischen 1975 und 1998 zur Woiwodschaft Słupsk (Stolp), bis diese im Zuge der Strukturreform in den Woiwodschaften Pommern bzw. Westpommern aufging. Heute (2007) leben etwa 700 Einwohner hier, der Gemeindevorsteher ist Leszek Podemski.

### Demographie
| Jahr | Einwohner | Anmerkungen |
| ---- | --------- | --- |
| 1818 | 251       | Kirchdorf und Vorwerk mit Schäferei, adliger Besitz                                                                          |
| 1852 | 635       | [ 3 ] |
| 1864 | 854       | am 3. Dezember, Gemeindebezirk und Gutsbezirk zusammen, auf einer Fläche von 483 bzw. 2794 Morgen                            |
| 1867 | 836       | am 3. Dezember, davon 394 im Dorf und 440 im Gutsbezirk                                                                      |
| 1871 | 815       | am 1. Dezember, davon 217 im Dorf (211 Evangelische, 6 Juden) und 698 im Gutsbezirk (652 Evangelische, 46 sonstige Christen) |
| 1910 | 761       | am 1. Dezember, davon 193 im Dorf und 568 im Gutsbezirk                                                                      |
| 1933 | 737       | [ 8 ] |
| 1939 | 700       | [ 8 ] |

| Jahr | Einwohner | Anmerkungen |
| ---- | --------- | ----------- |
| 2007 | ca. 700   |             |

### Ortsgliederung bis 1945

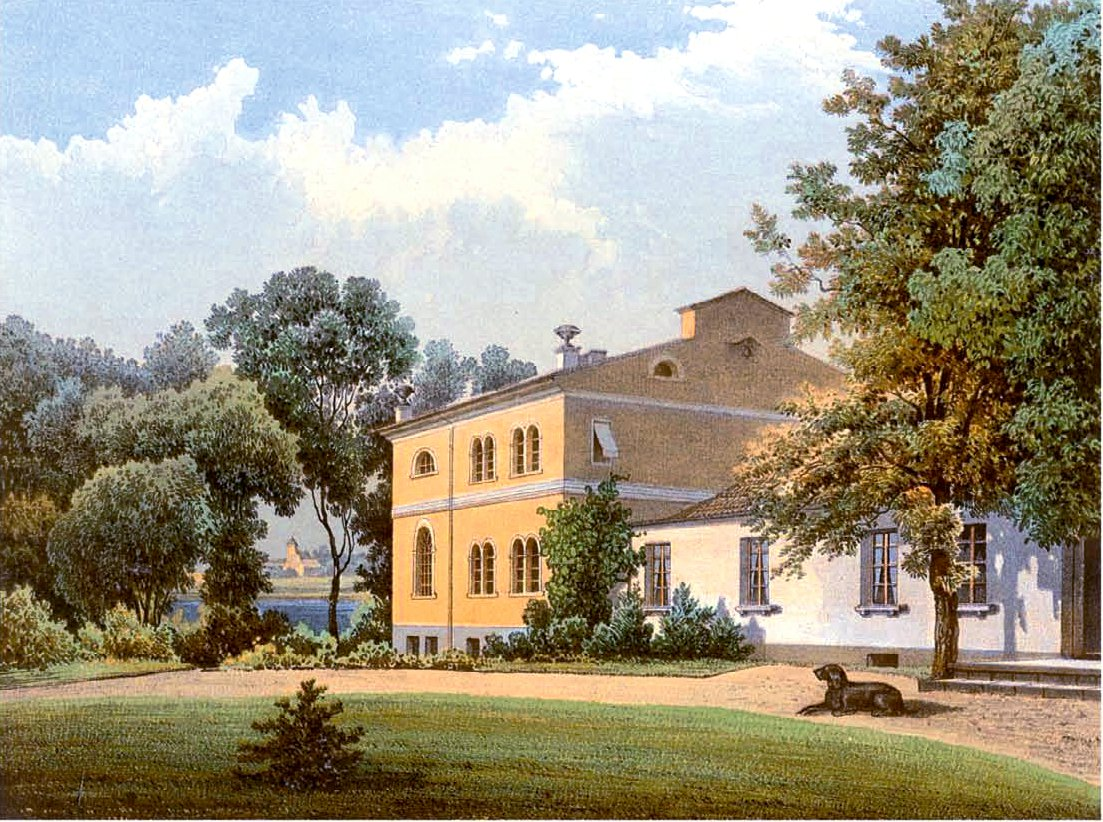
Rittergut Seehof um 1860, Sammlung Alexander Duncker

Zur Gemeinde Pennekow gehörten vor 1945 sechs Ortschaften bzw. Wohnplätze:
1. Groß Waldhof (heute polnisch: Mszane), Ziegelei und 10 Siedlungen, 1,5 Kilometer südlich des Dorfes, auf der westlichen Seite der Bahnstrecke Schlawe - Stolpmünde. Die Ziegelei entstand 1855
2. Heinrichsfelde, Vorwerk des Gutes Seehof, 1,5 Kilometer nördlich des Dorfes an der Grenze zur Gemarkung Krolow (Królewo)
3. Klein Waldhof (Maszanka), ehemalige Försterei des Gutes Seehof, 3,5 Kilometer südlich des Dorfes am Waldrand zum Wippertal, 1931 aufgesiedelt zu 3 Hofstellen
4. Neu Pennekow (Pieńkówko), früher Klein Pennekow, 2,5 Kilometer südlich des Dorfes, wahrscheinlich im 18. Jahrhundert angelegt
5. Rabenkrug, Bauernhof, 1,2 Kilometer südlich des Dorfes
6. Seehof, Gutshof, zuletzt im Besitz von Sybille Schach von Wittenau geb. von Below. Der Gutshof mit Landarbeiterhäusern schloss sich unmittelbar nördlich am östlichen Dorfende an. Zwischen dem Gut und der Bahnstrecke Schlawe - Stolpmünde liegt der früher so genannte Seehofer See (8,04 Hektar), der etwa je zur Hälfte den Gutsverwaltungen Pennekow und Pustamin (Postomino) gehörte. Die Fischerei wurde durch die Arbeiterfamilien betrieben. - Im 19. Jahrhundert lebte hier der Gutsbesitzer Heinrich von Below, Hauptführer im Streit um den Pfarrer Tischmeyer und Begründer der von Belowschen Erweckungsbewegung, die fast überall in Pommern Auswirkungen zeigte.

## Kirche

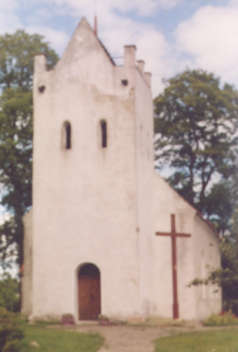
Dorfkirche (bis 1945 evangelisch)

### Kirchengemeinde
Bis 1945 war die überwiegende Mehrheit der Pennekower Bevölkerung evangelischer Konfession. Das Dorf war eine Filialgemeinde des Kirchspiels Pustamin im Kirchenkreis Rügenwalde der Kirchenprovinz Pommern in der evangelischen Kirche der Altpreußischen Union.
Im Jahre 1817 wurde Pennekow aus dem Kirchspiel Pustamin ausgepfarrt und nach Mützenow verlagert. Ausschlaggebend dafür war der Pennekower Patron Heinrich von Below, der eine Protestbewegung (die sogenannte „Belowsche Bewegung“) ins Leben rief, um sich gegen den rationalistischen Pfarrer Johann Christoph Friedrich Tischmeyer zur Wehr zu setzen. Diese neupietistische Erweckungsbewegung fasste später in ganz Hinterpommern Fuß. Gab es auch kurzzeitig Spannungen mit Mützenow, so wurden beide Orte doch erst 1852 wieder getrennt. Pennekow kam für einige Jahre nach Alt Kuddezow (Chudaczewo). Erst 1863 kam eine Wiedervereinigung von Pennekow und Pustamin zustande.
Vor 1945 hatte das Kirchenpatronat für Pennekow der Besitzer des Gutes Seehof inne, zuletzt Sybille Schach von Wittenau, geborene von Below. 1939 zählte die Filialgemeinde 800 Gemeindeglieder, die zuletzt von Pfarrer Samuel Jobst betreut wurden.
Heute sind die Einwohner von Pieńkowo überwiegend katholischer Konfession. Die evangelischen Christen werden vom Pfarramt in Słupsk in der Diözese Pommern-Großpolen der Evangelisch-Augsburgischen Kirche in Polen betreut.

### Dorfkirche
Das Gotteshaus in Pieńkowo heißt heute "Christkönigskirche" und ist jüngeren Datums. Der Turm aus verputztem Feldsteinmauerwerk allerdings stammt noch aus dem Mittelalter. Der Altar und die Inneneinrichtung wurden im 17. bzw. 18. Jahrhundert eingebaut. An der Südwand hing eine geschnitzte Kreuzigungsgruppe, die aber mehrfach überarbeitet ist.
Im Schnitzwerk des Altars waren links das Belowsche Wappen mit den drei Männerköpfen, rechts der Greif mit Störschwanz angebracht.

## Schule
Einen Schulmeister gab es bereits 1784 in Pennekow. Die zweiklassige Schule mit Lehrerwohnung lag neben der Kirche. Am Schulgebäude war ein Sportplatz angelegt. Die letzten deutschen Schulmeister vor 1945 waren Alfred Kropp und Ernst Giese sowie die Lehrerin Camphausen.

## Verkehr
Die Ortschaft liegt an der Woiwodschaftsstraße 203, die von Ustka (Stolpmünde) über Darłowo (Rügenwalde) nach Koszalin (Köslin) führt. Kurz hinter dem Ostausgang des Ortes mündet eine von Sławno (Schlawe) kommende Nebenstraße in die Chaussee ein. Bis 1945 war Pennekow Bahnstation an der Bahnstrecke Schlawe–Stolpmünde.

## Persönlichkeiten: Söhne und Töchter des Ortes
- Lorenz Ludwig von Below (1692–1760), preußischer Generalleutnant
- Casper Ludwig von Below (1745–1794), Landrat der Kreise Karthaus und Dirschau, Landschaftsdirektor in Westpreußen